# Agrilus bispinosus
Agrilus bispinosus es una especie de insecto del género Agrilus, familia Buprestidae, orden Coleoptera.
Fue descrita científicamente por Carter, 1924.